# Donna Lee
Donna Lee ist eine Jazz-Komposition, die Charlie Parker zugeschrieben wird, aber 1947 zumindest unter  Mitwirkung von Miles Davis entstanden ist.

## Die Komposition
Das Thema Donna Lee ist ein häufig gespieltes Bebop-Stück, das fast immer Up tempo gespielt wird. Es steht in As-Dur und basiert auf den Harmonien des 1917 geschriebenen Jazz-Standards Back Home Again in Indiana, komponiert von James Hanley (1892–1942). Das Thema ist in der Liedform A-B-A-C gehalten. Der Anfang von Donna Lee ist ein typisches Beispiel für die im Modern Jazz übliche rhythmische Verschiebung einer Phrase; er erinnert an Ice Freezes Red, einen bebop head von Fats Navarro.

## Wirkungsgeschichte
Die Komposition gehörte schon früh zum klassischen Repertoire des Bebop und wurde außer von Parker und Miles Davis u. a. auch von Claude Thornhill, Wardell Gray, Herb Geller, Lee Konitz/Warne Marsh, Howard McGhee, Slide Hampton, Art Pepper, Oscar Peterson, Joe Pass, Steve Lacy, Archie Shepp, Peter Herbolzheimer, Clark Terry, Bobby McFerrin, Karrin Allyson, Jane Bunnett und Helge Schneider eingespielt. Es ist auch das letzte Stück, das der Trompeter Clifford Brown vor seinem tragischen Unfalltod aufgenommen hatte.
Eine der virtuosesten „Donna Lee“-Interpretationen ist das Solo des Bassisten Jaco Pastorius (mit Don Alias an den Congas) auf seinem Debütalbum Jaco Pastorius von 1976. Donna Lee war ein bevorzugtes Stück des Avantgarde-Jazz-Saxophonisten Anthony Braxton, der es mehrere Male einspielte.